# Kommando Störtebeker
Kommando Störtebeker ist ein deutscher Zeichentrickfilm aus dem Jahr 2001 mit den als Figuren von Otto Waalkes geschaffenen Ottifanten. Die Hauptrollen sprechen Otto Waalkes (Baby Bommel) und Bastian Pastewka (Paul Bommel). Weitere Sprecher sind Beate Hasenau, Lotto King Karl und Harald Wehmeier.

## Handlung
Im Jahr 1401 wird der Pirat Klaus Störtebeker mit seinen Kameraden nach einem erst geglückten Überfall auf der Nordsee gefasst und in Hamburg hingerichtet. Ohne Kopf bewegt sich Störtebeker weiter, verliert aber dabei seine Schatzkarte, wo der Standort seines Schatzes markiert ist, den er auf Sylt vergraben hat. Mehrere Jahrhunderte später im Jahr 1924 weiht ein alter Seemann den jungen Opa Bommel in einer Kneipe am Hamburger Hafen in den legendären Schatz von Störtebeker ein und verrät, dass dieser nie gefunden wurde. Opa Bommel kauft ihm die Schatzkarte für eine Flasche Rum ab, verliert aber bei einer darauffolgenden Kneipenschlägerei eine Hälfte davon.
Schließlich startet der Film in der Gegenwart und zeigt zunächst einen üblichen Tag der Familie Bommel – Vater Paul startet nach dem Joggen am Morgen in den Arbeitstag, Opa Bommel zeigt Baby Bruno seine Sammlung von alltäglichen Dingen, wo er dazu Geschichten erfindet und Mutter Renate beschäftigt sich mit ihrer Arbeit im Organisationskomitee zur Rettung des Krankenhauses, welches dringend Geld benötigt. In der Firma erhält Paul von seinem Chef Kaluppke den Auftrag, 30.000 Mark, welche dieser für das Krankenhaus spenden möchte, nach Feierabend auf das Spendenkonto einzuzahlen. Davor wird Paul von Frau Hoppmann mit zum Schweinerennen geschleppt und macht ihm gute Aussichten auf einen möglichen Gewinn. Paul willigt ein, allerdings setzt Frau Hoppmann versehentlich die 30.000 Mark auf das Rennschwein Lord Leberwurst, welcher das Rennen aber nicht gewinnt und somit die hohe Summe verspielt ist.
Zuhause erfahren Renate und ihre Freundinnen zunächst nichts davon, sondern nur von Kaluppkes großzügiger Spende. Fast gleichzeitig stößt Opa Bommel beim Durchstöbern seiner Kiste auf einen Teil von Störtebekers Schatzkarte. Paul versucht derweil, bei mehreren Banken und Pfandhäusern nach Krediten zu fragen, wird aber immer hinausgeworfen und kommt ohne Geld nach Hause. Der ahnungslosen Renate erzählt er nichts davon, nur Opa Bommel weiht er in diese Geschichte ein. Dieser erzählt Paul von der gefundenen Schatzkarte und beide beschließen, nach dem anderen Teil und dem Schatz selbst zu suchen.
Unter dem Vorwand, zum Sporttauchen an die Ostsee zu fahren und mit Baby Bruno im Gepäck, fahren die männlichen Bommels schließlich los. Sie finden die Kneipe im Hamburger Hafen wieder, wo Opa Bommel den anderen Teil der Schatzkarte damals verlor und dieser trifft die attraktive Wirtin Lola wieder, welche er damals kennengelernt hatte. Als diese beim Erblicken der Schatzkarte erschrickt und ihn vorwarnend wegschicken will, taucht der dubiose Professor Lugano mit zwei Komplizen auf, welcher im Besitz des anderen Teils der Schatzkarte ist. Auch er ist hinter dem Schatz her und fordert Opa Bommel zu einem Kartenspiel heraus, dessen Gewinner beide Teile der Schatzkarte erhält. Opa Bommel gewinnt das Spiel und erspielt sich somit den anderen Teil der Schatzkarte.
Da das Auto der Bommels in der Zwischenzeit von Vandalen auseinandergenommen wurde, reisen diese in der U-Bahn weiter. Dort reißen Professor Luganos Komplizen die nun komplette Schatzkarte an sich und es entwickelt sich eine haarsträubende Verfolgungsjagd durch Hamburg, indem Opa Bommel und Baby Bruno mit einem geklauten Sportwagen die Verfolgung aufnehmen. In der Zwischenzeit gerät Paul, welcher durch einen Faustschlag eines Komplizen geistig nicht ganz auf der Höhe ist, per Zufall ins Millerntor-Stadion, wo für den Schiedsrichter der Partie FC St. Pauli gegen Bayern München gehalten wird. Opa Bommel und Baby Bruno verlieren die Gangster aus den Augen, aber dank einer versteckten Rakete im Sportwagen können die Bommels die Gangster aufhalten und die Schatzkarte zurückerobern.
Nachdem die Bommels auf einen Rummelplatz erneut mit den Gangstern konfrontiert werden und über eine Achterbahn haarscharf entkommen, beschließt Paul entnervt, die Polizei einzuschalten. Diese wird allerdings von Professor Lugano mit Geld bestochen, geben diesen die Karte zurück und die Bommels werden als angebliche Diebe verhaftet. In der Zwischenzeit erfahren Renate und ihre Freundinnen, dass die 30.000 Mark gar nicht auf das Spendenkonto eingezahlt wurden, aber noch ohne zu wissen, dass Paul diese verzockt hat. Mithilfe einer Rockergang, die andere Insassen des Gefängnisses beim Ausbruch helfen, können Paul, Opa und Bruno schließlich fliehen. Sie kommen vorerst bei Obdachlosen in einem Park unter. Paul, dem die Sache zu brenzlig geworden ist, beschließt, die Suche nach dem Schatz aufzugeben und alles zu beichten. Opa Bommel hingegen sucht heimlich in der Nacht die Wirtin Lola auf, welche in ihrer Wohnung ihm alles über den aktuellen Aufenthaltsort von Professor Lugano und seinen Komplizen verrät.
Am nächsten Morgen sucht Opa Bommel – gegen den Willen von Paul – schließlich den Ort auf – eine Lagerhalle am Hamburger Hafen. Auch Baby Bruno folgt ihn, woraufhin beide von den Gangstern geschnappt und in einer Fischverarbeitungsmaschine zerstückelt werden sollen. Paul taucht mit einem Lieferwagen auf und gerät ebenfalls in das Visier der Gangster. Opa Bommel und Bruno befreien sich im letzten Moment und mit einer actionreifen Rettungsaktion rettet Opa Bommel seinen Sohn vor einer tödlichen Kugel, wird dabei aber selber getroffen und fällt ins Hafenbecken. Dank eines Tricks von Bruno entkommen Paul und sein Sohn ein weiteres Mal von den Gangstern. Opa Bommel wird unter Wasser von dem Tod empfangen, aber von einer Meerjungfrau gerettet und stabilisiert. Die im Wasser zerlaufende Schatzkarte nimmt die Form von Sylt an, was Paul enthusiastisch erkennt. Leider wird dies von anwesenden Fernsehsendern aufgenommen, sodass viele Leute als auch nun Renate, die Kaluppke in der Zwischenzeit zur Rede gestellt hat, davon erfahren und nun Sylt aufsuchen.
Auf Sylt beginnt schließlich eine große Suchaktion, da die Leute nun auf den Schatz aufmerksam geworden sind. Opa Bommel findet schließlich den Schatz, aber allerdings ist kein Gold in der Kiste, wodurch Paul am Boden zerstört ist. Erneut tauchen Professor Lugano und seine Komplizen auf, um die Bommels zur Strecke zu bringen. Auch der aufgebrachte Kaluppke erscheint, um zu wissen, wo das Geld geblieben ist. Im letzten Moment kann Frau Hoppmann, die ebenfalls nach Sylt gekommen ist, die Gangster endgültig in die Flucht schlagen. Kaluppke stellt Paul das Ultimatum, wenn die 30.000 Mark bis morgen nicht wieder auftauchen, ist er seinen Job los. Der niedergeschlagene Paul trauert den Schatz am Strand nach, als plötzlich die kopflose Gestalt Störtebekers erscheint und einen Ring hinterlässt, welcher den Wert der verlorenen Summe besitzt. Überglücklich fahren die Bommels schließlich wieder nach Hause.

## Kritiken
Der Film sei „langatmig“ und arbeite „ohne große Inspiration“, so der Filmdienst. Durch die vielen Anspielungen sei der Film nicht für kleinere Kinder geeignet, „erwachsene Zuschauer kommen kaum auf ihre Spaß-Kosten.“ Cinema kritisierte, der Film biete „platte Scherze“ und er sei „fad gezeichnet und längst antiquiert.“

## Musik
Das Lied Zieh den Rüssel ein wurde von Stefan Raab produziert und von Bürger Lars Dietrich interpretiert. Das Musikvideo bestand aus Szenen des Films, in dem Dietrich als Realfigur eingebaut wurde.